# Hassan Maatouk
Hassan Maatouk Ansar (arabisch حسن معتوق, DMG Ḥasan Maʿtūq; * 10. August 1987 in Beirut) ist ein libanesischer Fußballspieler, der seit dem Sommer 2019 beim heimischen al-Ansar unter Vertrag steht.

## Karriere

### Verein
Hassan Maatouk floh als Kind mit seinen Eltern vor dem Bürgerkrieg im Libanon nach Deutschland und spielte von 2000 bis 2003 in der Jugend von Rot-Weiss Essen, ehe er zurück in seine Heimat zu Al Ahed wechselte. Mit Al Ahed gewann er dreimal die libanesische Premier League, zweimal den Elitecup und einmal den Supercup. Beim AFC Cup 2005 erzielte er drei Treffer und schied mit seiner Mannschaft im Viertelfinale gegen Sunray Cave JC Sun Hei aus Hongkong aus. Beim Elite Cup 2008 wurde er zusammen mit seinem Teamkollegen Salih Sadir Torschützenkönig mit drei Treffern. Am 30. Januar 2010 erzielte er trotz einem Mann Unterzahl zwei Treffer im Viertelfinale des FA-Cups gegen al Nejmeh und sicherte damit den Einzug ins Halbfinale, welches jedoch gegen al-Ansar mit 1:3 verloren ging. Im September 2011 wurde er für eine Saison an den Adschman Club aus den Vereinigten Arabischen Emiraten verliehen. Am 26. März 2012 wurde berichtet, dass der französische Verein Olympique Marseille Maatouk schon über mehrere Wochen beobachtet und einen Transfer im Sommer 2012 plant. Ein paar Tage später bekundeten auch der AC Ajaccio und der OGC Nizza Interesse an Maatouk. Doch anstatt nach Frankreich zu wechseln, unterschrieb er im Oktober 2012 einen Ein-Jahres-Vertrag beim Ligakonkurrenten von Adschman, bei al-Shaab. Von 2013 bis 2017 bis spielte er für den Ligakonkurrenten Al-Fujairah SC. Anschließend spielte er für den Nejmeh Club in der libanesischen Premier League und ging zwei Jahre später zum Ligarivalen al-Ansar. Dort gewann er in der Spielzeit 2020/21 nach zehn Jahren wieder die nationale Meisterschaft des Landes.

### Nationalmannschaft
Maatouk spielt seit dem Jahr 2006 für die libanesische A-Nationalmannschaft und absolvierte für diese bisher 123 Länderspiele, in denen er 26 Tore schoss. Der Stürmer ist mit diesen Zahlen aktueller Rekordnationalspieler sowie Rekordtorschütze seines Landes. Seinen ersten Treffer für die Auswahl erzielte er im Qualifikationsspiel für die Fußball-Weltmeisterschaft 2014 gegen Bangladesch (4:0) am 23. Juli 2011. Im Januar 2019 nahm Maatouk dann auch erstmals an der Asienmeisterschaft teil. Beim 4:1-Sieg über Nordkorea konnte er zwar ein Tor erzielen, die Mannschaft scheiterte aber schon in der Gruppenphase.

### Tore in der Nationalmannschaft
| Tor | Datum             | Spielort                                        | Gegner           | Stand | Endergebnis | Turnier                                                       |
| --- | ----------------- | ----------------------------------------------- | ---------------- | ----- | ----------- | ------------------------------------------------------------- |
| 01. | 23. Juli 2011     | Camille-Chamoun-Stadion, Beirut, Libanon        | Bangladesch      | 1:0   | 4:0         | Fußball-Weltmeisterschaft 2014/Qualifikation (AFC) (2. Runde) |
| 02. | 17. August 2011   | Saida International Stadium, Sidon, Libanon     | Syrien           | 1:0   | 2:3         | Freundschaftsspiel                                            |
| 03. | 10. Oktober 2011  | Camille-Chamoun-Stadion, Beirut, Libanon        | Kuwait           | 1:0   | 2:2         | Fußball-Weltmeisterschaft 2014/Qualifikation (AFC) (3. Runde) |
| 04. | 10. Oktober 2011  | Camille-Chamoun-Stadion, Beirut, Libanon        | Kuwait           | 2:1   | 2:2         | Fußball-Weltmeisterschaft 2014/Qualifikation (AFC) (3. Runde) |
| 05. | 29. Februar 2012  | Al-Nahyan-Stadion, Abu Dhabi, VAE               | VAE              | 2:2   | 2:4         | Fußball-Weltmeisterschaft 2014/Qualifikation (AFC) (3. Runde) |
| 06. | 22. März 2013     | Camille-Chamoun-Stadion, Beirut, Libanon        | Thailand         | 4:1   | 5:2         | Fußball-Asienmeisterschaft 2015/Qualifikation                 |
| 07. | 4. Juni 2013      | Camille-Chamoun-Stadion, Beirut, Libanon        | Südkorea         | 1:0   | 1:1         | Fußball-Weltmeisterschaft 2014/Qualifikation (AFC) (4. Runde) |
| 08. | 6. September 2013 | Camille-Chamoun-Stadion, Beirut, Libanon        | Syrien           | 1:0   | 2:0         | Freundschaftsspiel                                            |
| 09. | 5. März 2014      | Rajamangala-Nationalstadion, Bangkok, Thailand  | Thailand         | 2:0   | 5:2         | Fußball-Asienmeisterschaft 2015/Qualifikation                 |
| 10. | 5. März 2014      | Rajamangala-Nationalstadion, Bangkok, Thailand  | Thailand         | 4:1   | 5:2         | Fußball-Asienmeisterschaft 2015/Qualifikation                 |
| 11. | 8. Oktober 2015   | Suphachalasai Stadium, Bangkok, Thailand        | Myanmar          | 1:0   | 2:0         | Fußball-Weltmeisterschaft 2018/Qualifikation (AFC) (2. Runde) |
| 12. | 12. November 2015 | Saida International Stadium, Sidon, Libanon     | Laos             | 5:0   | 7:0         | Fußball-Weltmeisterschaft 2018/Qualifikation (AFC) (2. Runde) |
| 13. | 5. September 2016 | Rashid Karami Stadium, Tripoli, Libanon         | Afghanistan      | 2:0   | 2:0         | Freundschaftsspiel                                            |
| 14. | 11. Oktober 2016  | Camille-Chamoun-Stadion, Beirut, Libanon        | Äquatorialguinea | 1:1   | 1:1         | Freundschaftsspiel                                            |
| 15. | 28. März 2017     | Camille-Chamoun-Stadion, Beirut, Libanon        | Hongkong         | 2:0   | 2:0         | Fußball-Asienmeisterschaft 2019/Qualifikation (3. Runde)      |
| 16. | 5. September 2017 | Kim-Il-sung-Stadion, Pjöngjang, Nordkorea       | Nordkorea        | 2:2   | 2:2         | Fußball-Asienmeisterschaft 2019/Qualifikation (3. Runde)      |
| 17. | 10. Oktober 2017  | Camille-Chamoun-Stadion, Beirut, Libanon        | Nordkorea        | 2:0   | 5:0         | Fußball-Asienmeisterschaft 2019/Qualifikation (3. Runde)      |
| 18. | 14. November 2017 | Hong Kong Stadium, Hongkong, China              | Hongkong         | 1:0   | 1:0         | Fußball-Asienmeisterschaft 2019/Qualifikation (3. Runde)      |
| 19. | 27. März 2018     | Camille-Chamoun-Stadion, Beirut, Libanon        | Malaysia         | 1:0   | 2:1         | Fußball-Asienmeisterschaft 2019/Qualifikation (3. Runde)      |
| 20. | 17. Januar 2019   | Sharjah Stadium, Schardscha, VAE                | Nordkorea        | 3:1   | 4:1         | Fußball-Asienmeisterschaft 2019 (Gruppe E)                    |
| 21. | 15. Oktober 2019  | Colombo Racecourse Stadium, Colombo, Sri Lanka  | Sri Lanka        | 1:0   | 3:0         | Fußball-Weltmeisterschaft 2022/Qualifikation (AFC) (2. Runde) |
| 22. | 22. Juni 2023     | Sree-Kanteerava-Stadion, Bengaluru, Indien      | Bangladesch      | 1:0   | 2:0         | Fußball-Südasienmeisterschaft 2023 (Gruppe B)                 |
| 23. | 28. Juni 2023     | Sree-Kanteerava-Stadion, Bengaluru, Indien      | Malediven        | 1:0   | 1:0         | Fußball-Südasienmeisterschaft 2023 (Gruppe B)                 |
| 24. | 11. Juni 2024     | Khalifa International Stadium, ar-Rayyan, Katar | Bangladesch      | 1:0   | 4:0         | Fußball-Weltmeisterschaft 2026/Qualifikation (AFC) (2. Runde) |
| 25. | 11. Juni 2024     | Khalifa International Stadium, ar-Rayyan, Katar | Bangladesch      | 3:0   | 4:0         | Fußball-Weltmeisterschaft 2026/Qualifikation (AFC) (2. Runde) |
| 26. | 11. Juni 2024     | Khalifa International Stadium, ar-Rayyan, Katar | Bangladesch      | 4:0   | 4:0         | Fußball-Weltmeisterschaft 2026/Qualifikation (AFC) (2. Runde) |

## Titel und Erfolge
Al Ahed
- Libanesische Premier League: 2008, 2010, 2011
- Libanesischer FA Cup: 2009, 2011
- Libanesischer Elite Cup: 2008, 2010, 2011
- Libanesischer Fußball-Supercup: 2005, 2008, 2010, 2011

Nejmeh Club
- Libanesischer Elite Cup: 2017, 2018

al-Ansar
- Libanesische Premier League: 2021, 2025
- Libanesischer FA Cup: 2024